# 4885 Grange
4885 Grange è un asteroide della fascia principale. Scoperto nel 1980, presenta un'orbita caratterizzata da un semiasse maggiore pari a 2,4309531 UA e da un'eccentricità di 0,1704124, inclinata di 3,17028° rispetto all'eclittica.